# Saint-André, Pyrénées-Orientales
Saint-André là một xã trong tỉnh Pyrénées-Orientales, vùng Occitanie phía nam nước Pháp. Xã Saint-André, Pyrénées-Orientales nằm ở khu vực có độ cao 38 mét trên mực nước biển.